# Vathí (Ítaca)
Vathí (también escrito Bathi o Vathy; en griego Βαθύ, Vathý) es una localidad que es la capital del municipio de la isla de Ítaca.
Sus coordenadas geográficas son 38°21′41″N 20°43′12″E / 38.361445, 20.719872, en el centro de la isla. Posee un profundo puerto natural bien protegido de los vientos, situado al fondo de una bahía. Este puerto suele identificarse con el puerto que Homero describe en la Odisea con el nombre de «Forcis».
La entrada a la bahía está flanqueada por los restos de un fuerte construido por los franceses en 1807, para protegerse de la flota de la Royal Navy, cuando era una de las siete islas que componían la República de las Islas Jónicas.
Es la mayor de las poblaciones de la isla de Ítaca, con 1826 habitantes; ha sido su capital desde el siglo XVI.
El urbanismo está regulado por ley desde 1978, por lo que no se permite alterar la coloración ni el estilo arquitectónico de los edificios.
Su lazareto y su pequeña iglesia conforman un paisaje pintoresco, junto a sus casas blancas reconstruidas tras el terremoto de 1953.
Entre los más significativos edificios de la localidad se destacan un pequeño castillo veneciano, las mansiones de G. Karavias y G. Drakoulis, la iglesia de San Jorge, la catedral de la Presentación de la Virgen, en la que existe una magnífica talla de madera, el Museo Arqueológico de Ítaca, que alberga una colección de los diferentes hallazgos de periodos comprendidos entre el protogeométrico y la época romana, y la casa natal del héroe de la Guerra de la Independencia griega Odysseas Androutsos.
Siendo la capital es el centro administrativo, cultural y comercial, dispone de una escuela superior, un estadio de atletismo, un centro médico, un teatro, una biblioteca y sucursales de los bancos Nacional, Comercial y Agrícola de Grecia.
Su actividad turística se apoya en varios hoteles y habitaciones en alquiler, y en una amplia variedad de tabernas, cafés, bares y discotecas que amenizan la costa.

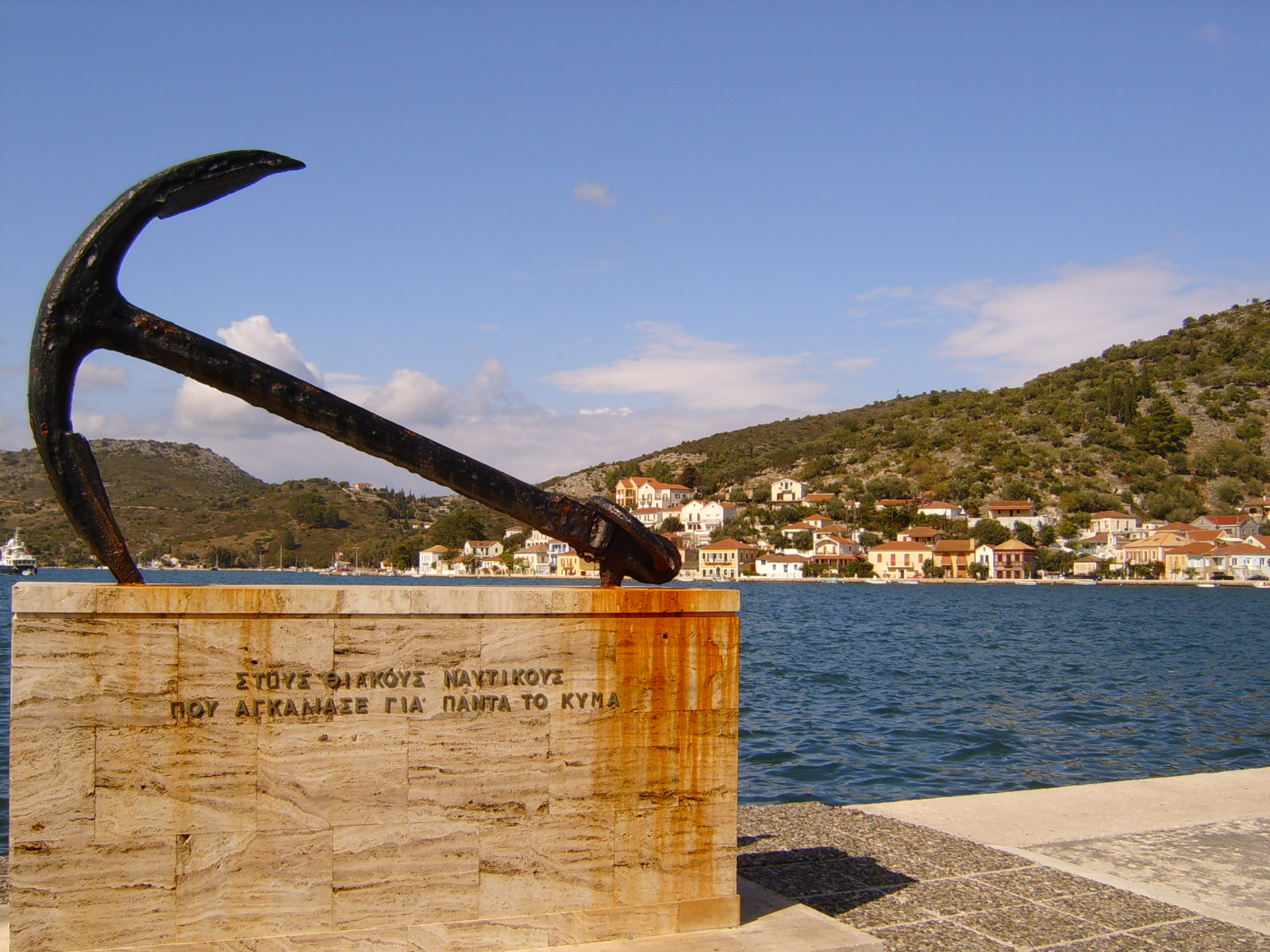
La población de Vathí.

La playa más cercana es Filiatro.